# You Light Up My Life (utwór)
You Light Up My Life – singel napisali i wyprodukowany przez Joe Brooksa oraz nagrany i wydany w 1977 na potrzeby ścieżki dźwiękowej do filmu o tym samym tytule. Piosenkę w oryginale nagrała Kasey Cisyk.
Utwór zapewnił twórcom Oscara za najlepszą piosenkę oryginalną, nagrodę Grammy za piosenkę roku i Złoty Glob za najlepszą piosenkę. 
Jeszcze w 1977 własną wersję utworu nagrała Debby Boone i dotarła z nią do pierwszego miejsca amerykańskiej listy przebojów Billboard Hot 100, utrzymując się na szczycie listy jeszcze przez kolejne dziewięć tygodni. W kolejnych latach własne interpretacje piosenki zarejestrował szereg wykonawców, w tym m.in. Whitney Houston, Johnny Mathis, LeAnn Rimes, Engelbert Humperdinck, Westlife czy Patti Smith.